# MV Golden Nori
O MV Golden Nori é um navio químico japonês que foi sequestrado por piratas na costa da Somália em 28 de outubro de 2007.